# Polígono monótono

Los dos polígonos superiores son monótonos, según el número de cortes del polígono en una dirección (verde: un corte, azul: dos cortes, rojo: tres o más)

Se dice que un polígono es monótono respecto a una recta L si cualquier línea ortogonal a L corta al polígono a lo sumo en dos puntos.  Un polígono se considera  fuertemente monótono si lo es respecto a cualquier recta del plano, y simplemente monótono si lo es de respecto de alguna recta del plano.